# ヘリオグラフィー

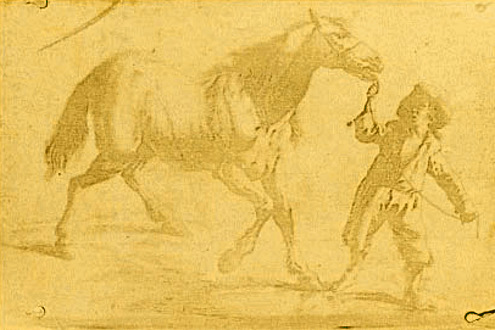
1825年、ニセフォール・ニエプスがヘリオグラフィー技法を用いて制作した、最初のエングレーヴィング。馬を引く子供を描いた17世紀のエングレーヴィングのコピーで、2002年にフランス国立図書館が入手した。

ヘリオグラフィー（仏: héliographie、ギリシャ語で「太陽」を意味する "helios"(ἥλιος)と「書く」を意味する "graphein"(γράφειν)から）は、写真ポジ画像（陽画）を感光性ワニスに転写するプロセスと凹版印刷を組み合わせて、写真画像を紙に印刷する技法である。

## 技法の歴史
ニセフォール・ニエプスは1811年、フォトエッチング版画技術の実現を目指して実験を開始した。彼は、エッチングに使用される耐酸性のビチューメン・オブ・ユダヤが光にさらされると硬化することを知っていた。実験では、ガラス、亜鉛、銅、銀で表面処理された銅、ピューター、石灰岩（リトグラフ）のプレートにこれを塗布し、最も光にさらされた表面がラベンダー油と石油に溶けにくいことを発見した。そのため、コーティングされていない影の部分は、伝統的に酸エッチングとアクアチントで処理され、墨（黒インク）が印刷された。
1816年の時点で、ニエプスはカメラ・オブスクラを使って得られた画像を定着させることを目的とした研究を行っていた。彼は、歴青をベースとした感光層を使用することで、初期の成果を達成した。しかし、まだ支持体上の画像を固定することができなかった。ヘリオグラフィーという呼び方は、ニエプスによって1822年ごろに、付けられた。
1822年までには、感光性プレートに版画を接触させることでレンズを使わずに作成した、最初の耐光性ヘリオグラフィック版画を作成した。1826年、彼はピューター版を使用するようになった。ピューター版は表面が反射し、像がより鮮明に見えるからである。
画像を印刷する技法を確立したのは1825年のことだった。『ル・グラの窓からの眺め』（1826年または1827年）を制作し、フォトリソグラフィー（英: photolithography）あるいはフォトグラヴュール（仏: photogravure）の発明を通じて、芸術作品を複製する手段としてフォトレジストを初めて実現した。
1833年のニエプスの死後、技術は従兄弟のアベル・ニエプス・ド・サン＝ヴィクトールに引き継がれ、技法は改良されてヘリオグラヴュール（グラビア印刷）と名付けられた。

## 技法の完成
エングレーヴィングの原版は、デザインを忠実に再現した印刷版（大雑把な言い方をすれば、大きなハンコのようなもの）を作るために使われる。まず、感光性物質（ジュデアビチューメン）に光を作用させ、次に17世紀以来流行している技法である銅版に硝酸を使ってエッチングする。この2つのプロセスの組み合わせは、後に「フォトグラヴュール」と呼ばれるようになるが、アベル・ニエプスは「ヘリオグラヴュール（グラビア印刷）」という言葉を使っていた。
シート状の錫（または銅、銀メッキ銅）に、ラベンダーのエッセンスを溶かしたユダのアスファルト（接触すると固まるため、光に反応する物質）を塗る。ニスで半透明にしたエングレーヴィングの原画を版の上に置き、日光に当てる。
光は紙のインクのない部分を透過し、アスファルトはインクが描かれていないところでのみ固まる。
その後、光が当たっていない部分（硬化していないため除去しやすい部分）でアスファルトを溶かし、彫刻の黒い線に対応させる。その後、酸の作用で版を選択的にエッチングする。アスファルトで保護されていない線に相当する部分が、酸によって削り取られる。アスファルトで保護されていない版は、「くぼみに」インクをつけ（通常のエッチング技法）、紙に押し付けられる。これにより、元の版画が「一行一行」再現される。新しいプルーフの印刷は無限に繰り返すことができる。

## 技法の応用

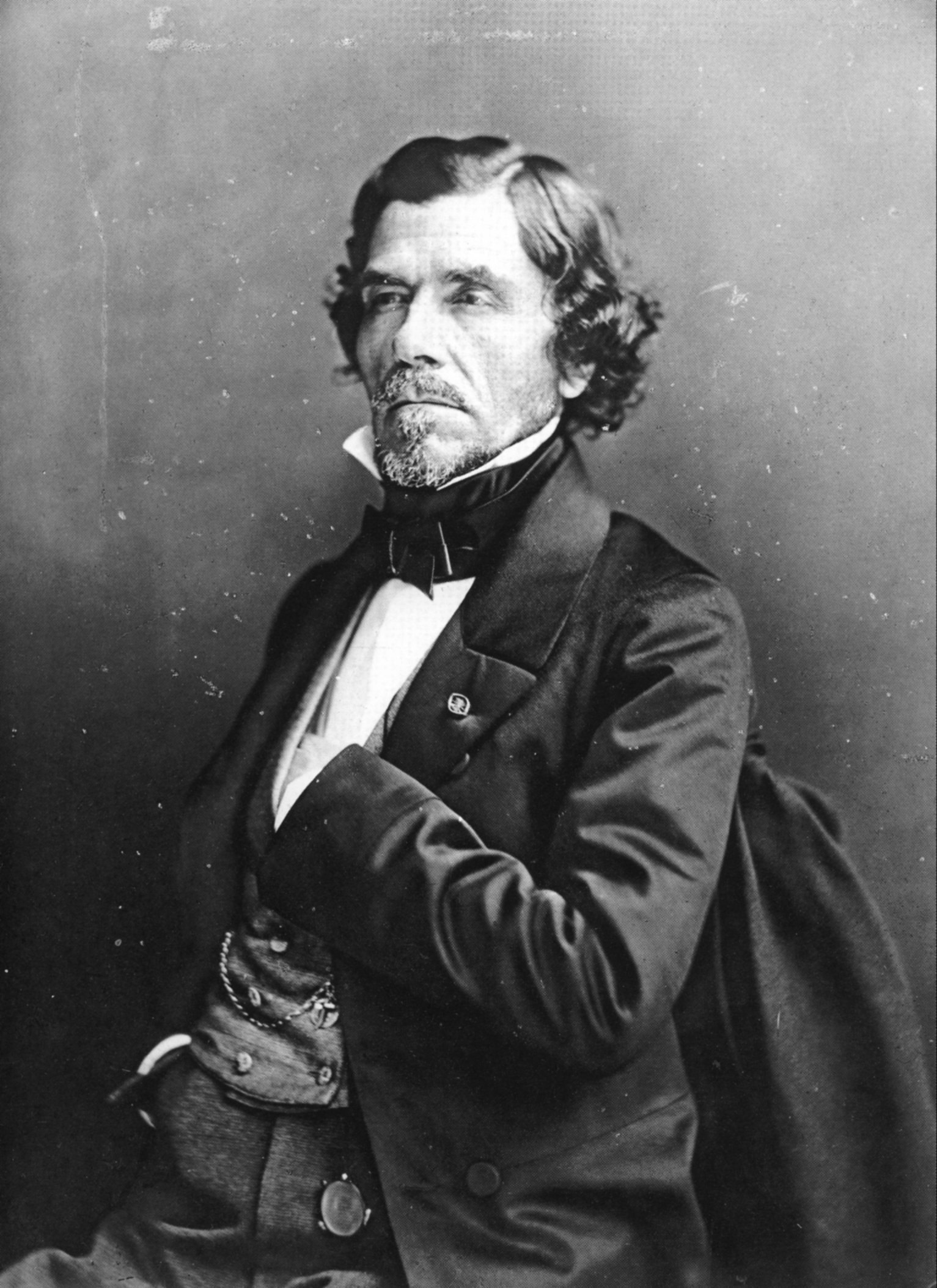
ウジェーヌ・ドラクロワ

1850年代以降、ウジェーヌ・ドラクロワは写真に興味を持つようになる。1851年、彼はヘリオグラフィック協会の創立メンバーとなる。クリシェ・ヴェール（フランス語:Cliché verre:ガラス印刷版の意味）使用し、1854年には写真家ウジェーヌ・デュリユーにヌード男女モデルの写真シリーズを依頼した。